# The Distillers
A The Distillers 1998-ban, Los Angelesben alakult punkegyüttes. Tagjai közt egyszerre akadnak amerikai és ausztrál származású zenészek. Főleg punkot játszanak, de jelen vannak a hardcore punk és street punk műfajokban is. Lemezeiket a Sire Records, Epitaph Records, Hellcat Records kiadók jelentetik meg. Brody Dalle személyében egy nő az együttes frontembere, ami ritkaságnak számít a punk műfajában.

## Története
A zenekart Brody Dalle gitáros-énekes alapította, mikor találkozott Kim Chivel. Mivel mindketten szerették a punkot, elhatározták, hogy megalapítják saját együttesüket. Felfogadták maguk mellé Rose Mazzola detroiti dobost és Matt Young gitárost. Legelső nagylemezük 2000-ben jelent meg, az Epitaph Records gondozásában. Második stúdióalbumuk 2002-ben került a boltok polcaira, ez alkalommal a Hellcat Records jelentette meg a kiadványt. Kim Chi kiszállt a zenekarból, és csatlakozott az "Original Sinners" nevű együtteshez. Helyére Ryan Sinn került. Matt Young is elhagyta a Distillerst, és Chihez csatlakozott. Rose Mazzola szintén deportált a zenekarból. A zenekar új tagot szerzett magának: Andy Granelli dobost. Ő 2005-ben hagyta el a Distillers sorait. Harmadik és utolsó nagylemezük 2003-ban került piacra, ekkor megint kiadóváltás történt: most a Sire Records gondozásában jelent meg az album. 2006-ban feloszlottak, valószínűleg a sorozatos tagcserék miatt. 2018-ban azonban újraalakultak, és egészen a mai napig aktívak.

## Tagok
Jelenleg négy főből állnak: Brody Dalle, Tony Bevilacqua, Andy Granelli és Ryan Sinn. Volt tagok: Rose Mazzola, Kim Chi és Matt Young.

## Diszkográfia
- The Distillers EP (1999)
- The Distillers (2000)
- Sing Sing Death House (2002)
- Coral Fang (2003)
- Man vs. Magnet / Blood in Gutters (2018)